# Landgericht Wasserburg

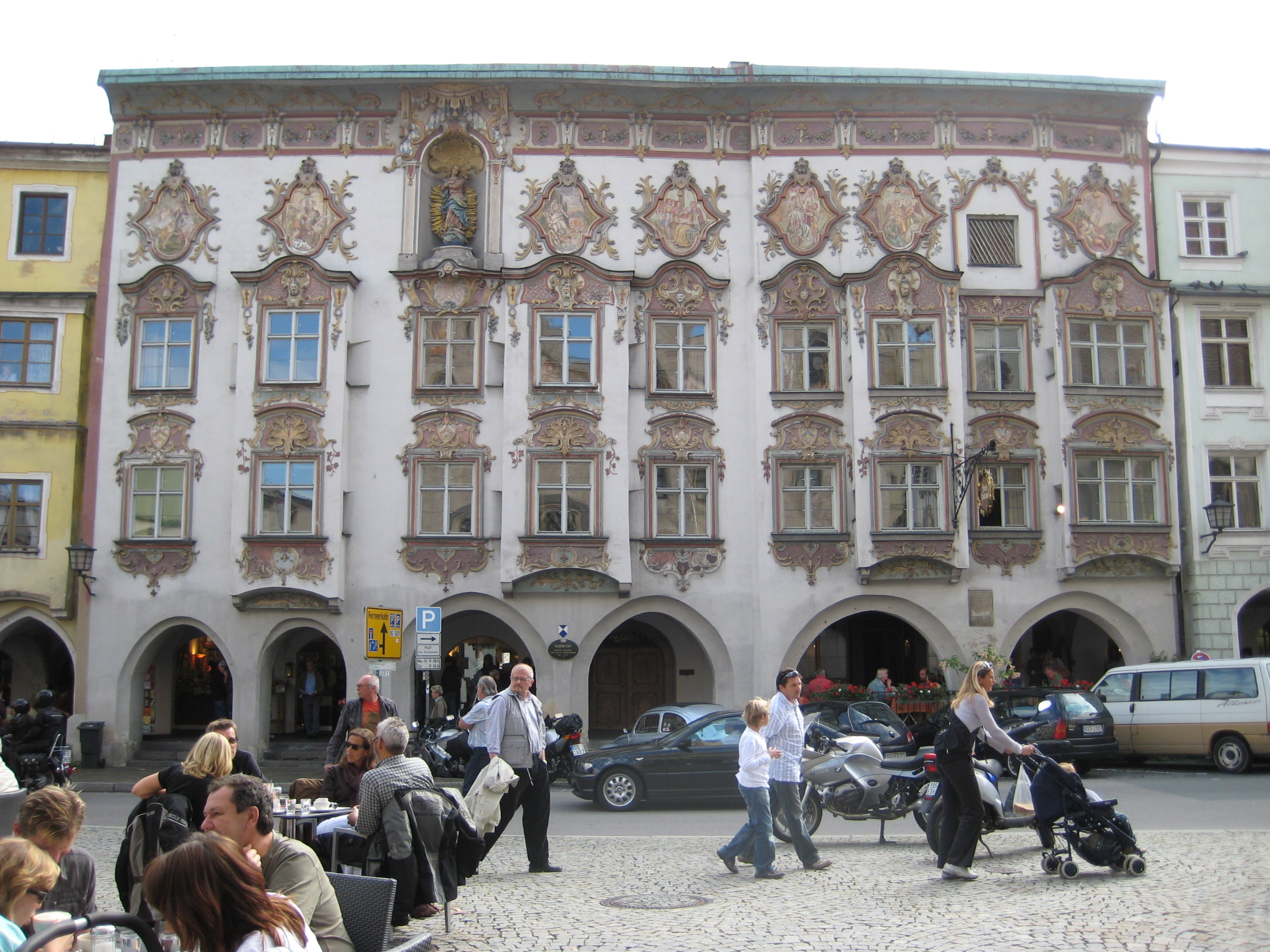
Ehemaliges Amts- bzw. Landgericht in Wasserburg am Inn

Das Landgericht Wasserburg war ein von 1802 bis 1879 bestehendes bayerisches Landgericht älterer Ordnung mit Sitz in Wasserburg am Inn im heutigen Landkreis Rosenheim. Landgerichte waren im Königreich Bayern ursprünglich sowohl Gerichts- als auch Verwaltungsbehörden, die 1862 in administrativer Hinsicht von den Bezirksämtern und 1879 in juristischer Hinsicht von den Amtsgerichten abgelöst wurden. 
Ein herzogliches bzw. kurfürstliches Gericht, das auch als Land- oder Pflegegericht bezeichnet wurde, bestand aber schon seit dem Jahr 1247.

## Geschichte
Im Jahr 1247 wurde die Stadt Wasserburg nach 17-wöchiger Belagerung durch den Wittelsbacher Herzog Ludwig II. den Strengen erobert und war seither Sitz eines herzoglichen bzw. kurfürstlichen Gerichts, das 1752/60 die Gemeinden Attel, Edling, Farrach, Pfaffing, Ramerberg, Rettenbach, Rott am Inn, Schlicht, Soyen, Steppach und Wasserburg sowie Teile der Gemeinde Hochstätt umfasste.
Das Landgericht älterer Ordnung in Wasserburg wurde 1802 aus diesem kurfürstlichen Landgericht Wasserburg und aus Teilen des aufgelösten kurfürstlichen Landgerichtes Kling als Folge der Verwaltungsreformen in Bayern errichtet. 
Es umfasste nach 1810 bzw. 1818 die Gemeinden Aham, Amerang, Attel, Babensham, Bachmehring, Buchsee, Edling, Elsbeth, Evenhausen, Farrach, Feldkirchen, Freiham, Griesstätt, Grünthal, Kirchensur, Kling, Mittergars, Penzing, Pfaffing, Ramerberg, Rettenbach, Rott am Inn, Schambach, Schlicht, Schönberg, Schonstett, Soyen, Springlbach, Steppach, Tittlmoos, Wang, Wasserburg und Zillham.
Das Bezirksamt Wasserburg wurde im Jahr 1862 durch den Zusammenschluss der Landgericht älterer Ordnung Haag und Wasserburg gebildet. Im Gebiet des königlich bayerischen Bezirksamtes Wasserburg gab es die zwei Distriktsgemeinden Haag und Wasserburg.
Die Landgerichte bestanden als Gerichtsbehörden vorerst weiter. Mit Inkrafttreten des Gerichtsverfassungsgesetzes in Bayern am 1. Oktober 1879 kam es zur Errichtung eines Amtsgerichts in Wasserburg am Inn, dessen Sprengel deckungsgleich mit dem nunmehr aufgelösten Landgerichtsbezirk war.